# 세이조 대학 (아이치현)

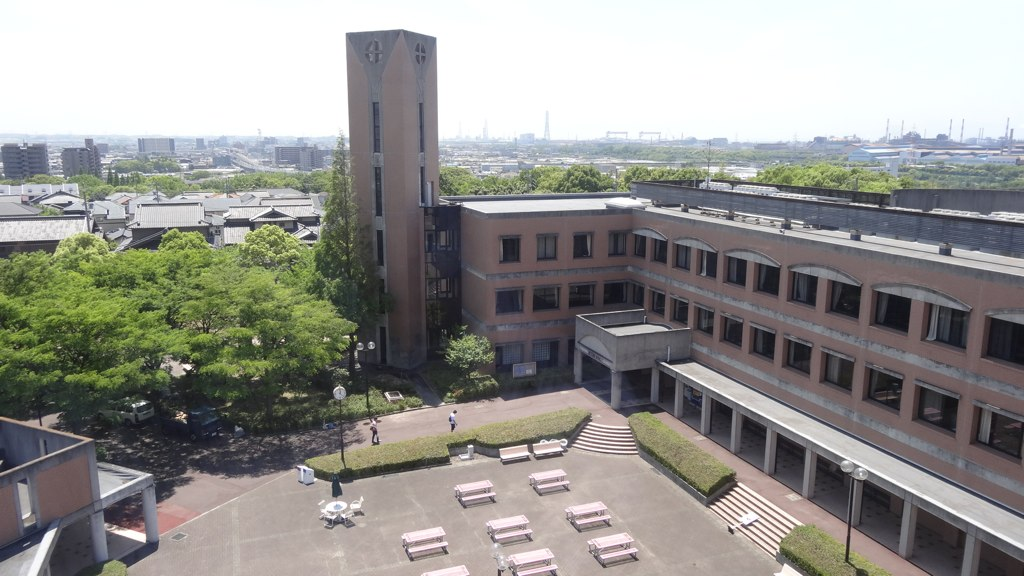
세이조 대학

세이조 대학(일본어: 星城大学)은 일본 아이치현 도카이시에 소재한 일본의 사립 대학이다. 2002년에 설립되었다.